# رومان كارتسيف
رومان كارتسيف (بالروسية: Роман Андреевич Карцев)‏ (توفي يوم 2 أكتوبر 2018) هو فنان سوفيتي روسي مشهور، عمل في مسرح منمنمات أركادي رايكين عام 1962. ومنذ عام 1987، عمل الراحل في مسرح منمنمات موسكو بإدارة ميخائيل جفانيتسكي.
وعمل الممثل كارتسيف في السينما وتألق في أفلام مثل «قلب كلب» و«الجنة الموعودة» و«مآزق قديمة» و«المعلم ومرغريتا».

## وصلات خارجية
- رومان كارتسيف على موقع IMDb (الإنجليزية)
- رومان كارتسيف على موقع ميوزك برينز (الإنجليزية)
- رومان كارتسيف على موقع ديسكوغز (الإنجليزية)
- رومان كارتسيف على موقع قاعدة بيانات الفيلم (الإنجليزية)
- رومان كارتسيف على موقع كينوبويسك (الروسية)
- (قناة روسيا اليوم): وفاة الفنان السوفيتي الشهير رومان كارتسيف